# Gudiyatham
Gudiyatham är en stad i den indiska delstaten Tamil Nadu, och tillhör distriktet Vellore. Folkmängden uppgick till 91 558 invånare vid folkräkningen 2011, med förorter 124 249 invånare.